# Titova cesta, Senovo
Titova cesta je ime  ceste na Senovem, ki je bila poimenovana po nekdanjem jugoslovanskem predsedniku Titu.Tito je bil rojen le dobrih 22 km stran od tega kraja.To je najdaljša in najbolj znana cesta v kraju, ki leži v Občini Krško.